# Fernando Barrientos
Fernando Barrientos (n. Guayaquil, Ecuador, 19 de junio  de 1963) es un cantante de rock y de folclore argentino. 

## Biografía
Originaria de Chile, la familia Barrientos procedía de una larga tradición musical. Durante una gira de su padre por Guayaquil, nació Fernando. Vivió hasta los tres años en Valentín Alsina, al sur del Gran Buenos Aires. Pero fue en Mendoza donde se formó como músico y al comenzar su carrera, se unió a Daniel Martín para dar vida al dúo Caín Caín, con quien es autor de la famosa canción «El amor es más fuerte»; que fue grabada para la banda sonora de la película de 1993  Tango Feroz: La leyenda de Tanguito de Marcelo Piñeyro. Con Caín Caín, editó dos álbumes Caín Caín (1993) y Bip Bip (1996). En la actualidad integra el dúo folclórico Orozco - Barrientos, junto con el cantante y guitarrista Raúl "Tilín" Orozco, con los que ha grabado cuatro álbumes de estudio: Celador de sueños (2004), Pulpa (2008), Tinto (2013) y Regreso (2021). Junto a la cantante Mariana Baraj editó "Cuchi y Violeta" (2017).